# Notre paradis
Pour plus de détails, voir Fiche technique et Distribution.
Notre paradis est un film français réalisé par Gaël Morel, sorti en 2011.

## Synopsis
Vassili est un prostitué trentenaire prenant conscience qu'il a dépassé l'âge. Il étrangle un client qui lui a fait une remarque sur son âge, puis rencontre un garçon au bois de Boulogne qui a été battu et volé et qui semble avoir perdu la mémoire. Vassili l'emmène chez lui et lui donne le nom d'Angelo à cause d'un tatouage que le garçon porte sur l'abdomen. Les deux jeunes gens commencent une relation, d'abord physique, puis de plus en plus romantique. Mais bientôt leur histoire tourne   à une série de meurtres en série par deux petits malfrats  ,...

## Fiche technique
- Réalisation : Gaël Morel
- Scénario : Gaël Morel
- Photographie : Nicolas Dixmier
- Musique : Camille Rocailleux
- Direction artistique : Zé Branco
- Montage : Catherine Schwartz
- Son : Nicolas Waschkowski, Corinne Rozenberg, Marie Deroudille et Hervé Buirette
- Directeur de production : Thierry Cretagne
- Durée : 100 min
- Pays de production :  France
- Date de sortie : France : 28 septembre 2011

## Distribution
- Stéphane Rideau : Vassili
- Dimitri Durdaine : Angelo
- Béatrice Dalle : Anna
- Didier Flamand : Victor
- Jean-Christophe Bouvet : le premier client
- Raymonde Bronstein : la mère d'Anna
- Malik Issolah : Kamel
- Mathis Morisset : le petit Vassili
- Roland Copé : le médecin
- Jacques Grant : un client
- Ludovic Berthillot